# Fannia meridionalis
Fannia meridionalis är en tvåvingeart som beskrevs av Chillcott 1961. Fannia meridionalis ingår i släktet Fannia och familjen takdansflugor. Inga underarter finns listade i Catalogue of Life.